# Condado de Tuscarawas
El condado de Tuscarawas (en inglés: Tuscarawas County), fundado en 1808, es uno de 92 condados del estado estadounidense de Ohio. En el año 2000, el condado tenía una población de 90,914 habitantes y una densidad poblacional de 62 personas por km². La sede del condado es Nueva Filadelfia. El condado recibe su nombre por el Río Tuscarawas.

## Geografía
Según la Oficina del Censo, el condado tiene un área total de 1,480 km², de la cual 1,470 km² es tierra y 10 km² (0.68%) es agua.

### Condados adyacentes
- Condado de Stark (norte)
- Condado de Carroll (noreste)
- Condado de Harrison (sureste)
- Condado de Guernsey (sur)
- Condado de Coshocton (suroeste)
- Condado de Holmes (noroeste)

## Demografía
Según la Oficina del Censo en 2000, los ingresos medios por hogar en el condado eran de $35,489, y los ingresos medios por familia eran $41,677. Los hombres tenían unos ingresos medios de $31,963 frente a los $20,549 para las mujeres. La renta per cápita para el condado era de $17,276. Alrededor del 9.40% de la población estaban por debajo del umbral de pobreza.

## Municipalidades

### Ciudades
- Dover
- New Philadelphia
- Uhrichsville

### Villas
| - Baltic - Barnhill - Bolívar - Dennison | - Gnadenhutten - Midvale - Mineral City - Newcomerstown | - Parral - Port Washington - Roswell - Stone Creek | - Strasburg - Sugarcreek - Tuscarawas - Zoar |

### Áreas no incorporadas
| - Dundee - Sandyville | - Somerdale - Stillwater | - Wainwright |

### Lugares designados por el censo
| - Bolindale - Brookfield Center - Champion Heights - Churchill - Hilltop | - Howland Center - Leavittsburg - Maplewood Park - Masury | - Mineral Ridge - South Canal - Vienna Center - West Hill |